# 紀元前626年
紀元前626年（きげんぜん626ねん）は、西暦（ローマ暦）による年。紀元前1世紀の共和政ローマ末期以降の古代ローマにおいては、ローマ建国紀元128年として知られていた。紀年法として西暦（キリスト紀元）がヨーロッパで広く普及した中世時代初期以降、この年は紀元前626年と表記されるのが一般的となった。

## 他の紀年法
- 干支 : 乙未
- 日本
  - 皇紀35年
  - 神武天皇35年
- 中国
  - 周 - 襄王26年
  - 魯 - 文公元年
  - 斉 - 昭公7年
  - 晋 - 襄公2年
  - 秦 - 穆公34年
  - 楚 - 成王46年
  - 宋 - 成公11年
  - 衛 - 成公9年
  - 陳 - 共公6年
  - 蔡 - 荘侯20年
  - 曹 - 共公27年
  - 鄭 - 穆公2年
  - 燕 - 襄公32年
- 朝鮮
  - 檀紀1708年
- ユダヤ暦 : 3135年 - 3136年

## できごと

### 中国
- 晋の先且居（中国語版）・胥臣（中国語版）が軍を率いて衛に侵攻した。晋軍は戚を包囲し、占領した。
- 楚の太子商臣が挙兵して成王を包囲し、王を自殺させた。

### オリエント
- アッシリア国内の混乱が拡大する中、ナボポラッサルがバビロンを奪取。彼はバビロニア王として即位し、アッシリアからの独立を宣言（ - 紀元前605年）。これにより、新バビロニア（カルデア王国）が成立（ - 紀元前539年）。

## 死去
- 楚の成王